# Liste des distinctions de Stray Kids
Pour un article plus général, voir Stray Kids.
Cet article présente la liste des distinctions de Stray Kids.
Stray Kids (coréen : 스트레이 키즈, romanisé : Seuteurei Kijeu), est un boys band sud-coréen originaire de Séoul en Corée du Sud, formé par JYP Entertainment. Le groupe est composé de huit membres se prénommant Bang Chan, Lee Know, Changbin, Hyunjin, Han, Felix, Seungmin et I.N. Le groupe a fait ses débuts avec leur deuxième extended play I Am Not le 26 mars 2018 après leur extended play de pré-débuts, Mixtape, composé de musiques de la série Stray Kids, et qui est sorti en janvier 2018. Le groupe a sorti deux extended plays supplémentaires en 2018, I Am Who en août et I Am You en octobre, avec une réception commerciale positive. Les quatre extended plays ont valu au groupe six premiers prix en 2018 et au début de 2019, dont celui du meilleur nouvel artiste masculin aux Mnet Asian Music Awards 2018, du meilleur nouvel artiste aux 33e Golden Disc Awards et du débutant de l'année aux 28e Seoul Music Awards et aux Asia Artist Awards 2018. I Am Who a également donné à Stray Kids sa première nomination pour un prix principal (coréen : 본상, romanisé : Bonsang) aux 33e Golden Disc Awards, pour le prix principal d'un disque. En outre, sa chanson principale, My Pace, a reçu une nomination dû au choix des fans mondiaux aux Mnet Asian Music Awards 2018. En 2019, le groupe a sorti deux extended plays supplémentaires, Clé 1: Miroh en mars et Clé: Levanter en décembre et un album spécial, Clé 2: Yellow Wood en juin. Clé 1: Miroh a donné à Stray Kids sa première nomination pour un grand prix (coréen : 대상, romanisé : Daesang) aux 29e Seoul Music Awards, pour le prix principal, et l'album de l'année du 1er trimestre aux Gaon Chart Music Awards 2020.
Stray Kids a également reçu deux nominations en 2018 pour l'artiste de l'année, l'une aux Mnet Asian Music Awards et l'autre aux Genie Music Awards. Lors des Asia Artist Awards 2019, Stray Kids a remporté le prix de popularité Star15, devenant la première distinction du groupe en termes de popularité.

## Sud-coréennes

### Asia Artist Awards
| Année | Édition | Catégorie                 | Travail nommé | Résultat   | Réf.  |
| ----- | ------- | ------------------------- | ------------- | ---------- | ----- |
| 2018  | 3e      | Débutant de l'année       | Stray Kids    | Lauréat    | ,     |
| 2018  | 3e      | Prix de popularité        | Stray Kids    | Nomination | ,     |
| 2019  | 4e      | Prix de popularité Star15 | Stray Kids    | Lauréat    | [ 6 ] |
| 2019  | 4e      | Prix Groove               | Stray Kids    | Lauréat    | [ 6 ] |

### Gaon Chart Music Awards
| Année | Édition | Catégorie                 | Travail nommé | Résultat | Réf.  |
| ----- | ------- | ------------------------- | ------------- | -------- | ----- |
| 2018  | 8e      | Nouvel artiste de l'année | Stray Kids    | Lauréat  | [ 7 ] |
| 2019  | 9e      | Rookie mondial de l’année | Stray Kids    | Lauréat  |       |

### Golden Disk Awards
| Année | Édition | Catégorie                  | Travail nommé | Résultat   | Réf.  |
| ----- | ------- | -------------------------- | ------------- | ---------- | ----- |
| 2019  | 33e     | Meilleur nouvel artiste    | Stray Kids    | Lauréat    | [ 8 ] |
| 2019  | 33e     | Prix principal d'un disque | I Am Who      | Nomination | [ 8 ] |

### Korea Popular Music Awards
| Année | Édition | Catégorie           | Travail nommé | Résultat   | Réf. |
| ----- | ------- | ------------------- | ------------- | ---------- | ---- |
| 2018  | 1er     | Débutant de l'année | Stray Kids    | Nomination | ,    |

### MBC Plus X Genie Music Awards
| Année | Édition | Catégorie                      | Travail nommé | Résultat   | Réf. |
| ----- | ------- | ------------------------------ | ------------- | ---------- | ---- |
| 2018  | 1er     | Prix du débutant masculin      | Stray Kids    | Lauréat    | ,    |
| 2018  | 1er     | Artiste de l'année             | Stray Kids    | Nomination | ,    |
| 2018  | 1er     | Prix de popularité Genie Music | Stray Kids    | Nomination | ,    |

### MelOn Music Awards
| Année | Édition | Catégorie                        | Travail nommé | Résultat   | Réf. |
| ----- | ------- | -------------------------------- | ------------- | ---------- | ---- |
| 2018  | 10e     | Meilleur nouvel artiste masculin | Stray Kids    | Nomination | ,    |

### Mnet Asian Music Awards
| Année | Édition | Catégorie                        | Travail nommé | Résultat   | Réf. |
| ----- | ------- | -------------------------------- | ------------- | ---------- | ---- |
| 2018  | 20e     | Meilleur nouvel artiste masculin | Stray Kids    | Lauréat    | ,    |
| 2018  | 20e     | Artiste de l'année               | Stray Kids    | Nomination | ,    |
| 2018  | 20e     | Choix des fans Mwave Global      | My Pace       | Nomination | ,    |

### Seoul Music Awards
| Année | Édition | Catégorie           | Travail nommé | Résultat   | Réf.   |
| ----- | ------- | ------------------- | ------------- | ---------- | ------ |
| 2019  | 28e     | Débutant de l'année | Stray Kids    | Lauréat    | [ 19 ] |
| 2019  | 28e     | Prix de popularité  | Stray Kids    | Nomination | [ 19 ] |
| 2019  | 28e     | Prix spécial Hallyu | Stray Kids    | Nomination | [ 19 ] |

### Soribada Best K-Music Awards
| Année | Édition | Catégorie                       | Travail nommé | Résultat | Réf. |
| ----- | ------- | ------------------------------- | ------------- | -------- | ---- |
| 2018  | 2e      | Prix du nouveau débutant Hallyu | Stray Kids    | Lauréat  | ,    |
| 2019  | 3e      | Prix de la star montante        | Stray Kids    | Lauréat  |      |

### U+5G The Fact Music Awards
| Année | Édition | Catégorie       | Travail nommé | Résultat | Réf.   |
| ----- | ------- | --------------- | ------------- | -------- | ------ |
| 2019  | 1er     | Prochain leader | Stray Kids    | Lauréat  | [ 23 ] |

## Récompenses
- Haut – A
- B
- C
- D
- E
- F
- G
- H
- I
- J
- K
- L
- M
- N
- O
- P
- Q
- R
- S
- T
- U
- V
- W
- X
- Y
- Z

| Cérémonie                              | Année                   | Catégorie                                   | Nomination                | Résultat   | Ref.            |
| -------------------------------------- | ----------------------- | ------------------------------------------- | ------------------------- | ---------- | --------------- |
| Asia Artist Awards                     | 2018                    | Popularity Award                            | Stray Kids                | Longlisted | [ 24 ]          |
| Asia Artist Awards                     | 2018                    | Rookie of the Year                          | Stray Kids                | Lauréat    | [ 25 ]          |
| Asia Artist Awards                     | 2019                    | Groove Award                                | Stray Kids                | Lauréat    | [ 26 ]          |
| Asia Artist Awards                     | 2019                    | Star15 Popularity Award                     | Stray Kids                | Lauréat    | [ 26 ]          |
| Asia Artist Awards                     | 2020                    | Best Music Video Award                      | Stray Kids                | Lauréat    | [ 27 ]          |
| Asia Artist Awards                     | 2021                    | Performance of the Year (Daesang)           | Stray Kids                | Lauréat    | [ 28 ]          |
| Asia Artist Awards                     | 2021                    | U+ Idol Live Popularity Award               | Stray Kids                | Nomination | [ 29 ]          |
| Asia Artist Awards                     | 2021                    | Male Idol Group Popularity Award            | Stray Kids                | Nomination | [ 30 ]          |
| Asia Artist Awards                     | 2022                    | Album of the Year (Daesang)                 | Stray Kids                | Lauréat    | [ 31 ]          |
| Asia Artist Awards                     | 2022                    | Best Choice Award                           | Stray Kids                | Lauréat    | [ 31 ]          |
| Asia Artist Awards                     | 2023                    | Stage of the Year (Daesang)                 | Stray Kids                | Lauréat    | [ 32 ]          |
| Asia Artist Awards                     | 2023                    | Fabulous Award                              | Stray Kids                | Lauréat    | [ 32 ]          |
| Asia Artist Awards                     | 2023                    | Best Creator Award                          | 3Racha                    | Lauréat    | [ 32 ]          |
| Asia Model Awards                      | 2019                    | New Star Award                              | Stray Kids                | Lauréat    | [ 33 ]          |
| Asian Pop Music Awards                 | 2022                    | Best Group (Overseas)                       | Stray Kids                | Nomination | [ 35 ]          |
| Asian Pop Music Awards                 | 2022                    | People's Choice Award                       | Stray Kids                | Lauréat    | [ 36 ]          |
| Asian Pop Music Awards                 | 2022                    | Best Album of the Year (Overseas)           | Maxident                  | Nomination | [ 37 ]          |
| Asian Pop Music Awards                 | 2022                    | Best Arranger (Overseas)                    | "Case 143"                | Nomination | [ 38 ]          |
| Asian Pop Music Awards                 | 2023                    | Best Album of the Year (Overseas)           | 5-Star                    | Nomination | [ 39 ] [ 40 ]   |
| Asian Pop Music Awards                 | 2023                    | Record of the Year (Overseas)               | 5-Star                    | Nomination | [ 39 ] [ 40 ]   |
| Asian Pop Music Awards                 | 2023                    | Best Group (Overseas)                       | 5-Star                    | Lauréat    | [ 39 ] [ 40 ]   |
| Asian Pop Music Awards                 | 2023                    | Top 20 Albums of the Year                   | 5-Star                    | Lauréat    | [ 39 ] [ 40 ]   |
| Asian Pop Music Awards                 | 2023                    | Best Collaboration (Overseas)               | "Social Path" (with Lisa) | Nomination | [ 39 ] [ 40 ]   |
| Asian Pop Music Awards                 | 2023                    | Best Music Video (Overseas)                 | "S-Class"                 | Nomination | [ 39 ] [ 40 ]   |
| Asian Pop Music Awards                 | 2023                    | Best Arranger (Overseas)                    | "S-Class"                 | Nomination | [ 39 ] [ 40 ]   |
| Asian Pop Music Awards                 | 2023                    | Top 20 Songs of the Year                    | "S-Class"                 | Lauréat    | [ 39 ] [ 40 ]   |
| Asian Pop Music Awards                 | 2023                    | Best Producer (Overseas)                    | 3Racha                    | Nomination | [ 39 ] [ 40 ]   |
| Billboard Music Awards                 | 2023                    | Top K-Pop Album                             | 5-Star                    | Lauréat    | [ 41 ]          |
| Billboard Music Awards                 | 2023                    | Top Global K-Pop Artist                     | Stray Kids                | Nomination | [ 42 ]          |
| Circle Chart Music Awards              | 2019                    | New Artist of the Year                      | Stray Kids                | Lauréat    | [ 43 ]          |
| Circle Chart Music Awards              | 2020                    | Album of the Year – 1st Quarter             | Clé 1: Miroh              | Nomination | [ 44 ]          |
| Circle Chart Music Awards              | 2020                    | World Rookie of the Year                    | Stray Kids                | Lauréat    | [ 45 ]          |
| Circle Chart Music Awards              | 2021                    | Album of the Year – 1st Quarter             | Clé: Levanter             | Nomination | [ 46 ]          |
| Circle Chart Music Awards              | 2021                    | The Hot Performance of This Year            | Stray Kids                | Lauréat    | [ 47 ]          |
| Circle Chart Music Awards              | 2021                    | Mubeat Global Choice Awards                 | Stray Kids                | Nomination | [ 48 ]          |
| Circle Chart Music Awards              | 2022                    | Album of the Year – 3rd Quarter             | Noeasy                    | Nomination | [ 49 ]          |
| Circle Chart Music Awards              | 2022                    | Album of the Year – 4th Quarter             | Christmas EveL            | Nomination | [ 49 ]          |
| Circle Chart Music Awards              | 2022                    | World K-Pop Star                            | Stray Kids                | Lauréat    | [ 50 ]          |
| Circle Chart Music Awards              | 2023                    | Album of the Year – 2nd Quarter             | Oddinary                  | Nomination | [ 51 ]          |
| Circle Chart Music Awards              | 2023                    | Album of the Year – 4th Quarter             | Maxident                  | Lauréat    | [ 52 ]          |
| Circle Chart Music Awards              | 2023                    | Song of the Year – March                    | "Maniac"                  | Nomination | [ 53 ]          |
| Circle Chart Music Awards              | 2023                    | Song of the Year – October                  | "Case 143"                | Nomination | [ 53 ]          |
| Circle Chart Music Awards              | 2024                    | Artist of the Year – Album                  | 5-Star                    | Lauréat    | [ 54 ]          |
| The Fact Music Awards                  | 2018                    | Next Leader Award                           | Stray Kids                | Lauréat    | [ 55 ]          |
| The Fact Music Awards                  | 2019                    | Year Dance Performer                        | Stray Kids                | Lauréat    | [ 56 ]          |
| The Fact Music Awards                  | 2020                    | Global Hottest Award                        | Stray Kids                | Lauréat    | [ 57 ]          |
| The Fact Music Awards                  | 2021                    | Artist of the Year (Bonsang)                | Stray Kids                | Lauréat    | [ 58 ]          |
| The Fact Music Awards                  | 2021                    | Fan N Star Choice Award (Artist)            | Stray Kids                | Nomination | [ 59 ]          |
| The Fact Music Awards                  | 2022                    | Artist of the Year (Bonsang)                | Stray Kids                | Lauréat    | [ 60 ]          |
| The Fact Music Awards                  | 2022                    | Fan N Star Four Star Award                  | Stray Kids                | Lauréat    | [ 61 ]          |
| The Fact Music Awards                  | 2023                    | Artist of the Year (Bonsang)                | Stray Kids                | Lauréat    | [ 62 ]          |
| The Fact Music Awards                  | 2023                    | Fan N Star Four Star Award                  | Stray Kids                | Lauréat    | [ 63 ]          |
| Genie Music Awards                     | 2018                    | Artist of the Year                          | Stray Kids                | Nomination | [ 64 ]          |
| Genie Music Awards                     | 2018                    | Genie Music Popularity Award                | Stray Kids                | Nomination | [ 64 ]          |
| Genie Music Awards                     | 2018                    | Male Rookie Award                           | Stray Kids                | Lauréat    | [ 65 ]          |
| Genie Music Awards                     | 2020                    | Artist of the Year                          | Stray Kids                | Nomination | [ 66 ]          |
| Genie Music Awards                     | 2022                    | Best Male Group                             | Stray Kids                | Nomination | [ 67 ]          |
| Genie Music Awards                     | 2022                    | Best Male Performance Award                 | Stray Kids                | Nomination | [ 67 ]          |
| Golden Disc Awards                     | 2019                    | Best New Artist                             | Stray Kids                | Lauréat    | [ 68 ]          |
| Golden Disc Awards                     | 2019                    | Disc Bonsang                                | I Am Who                  | Nomination | [ 69 ]          |
| Golden Disc Awards                     | 2020                    | Disc Bonsang                                | Clé 1: Miroh              | Nomination | [ 70 ]          |
| Golden Disc Awards                     | 2020                    | Popularity Award                            | Stray Kids                | Nomination | [ 71 ]          |
| Golden Disc Awards                     | 2021                    | Best Performance Award                      | Stray Kids                | Lauréat    | [ 72 ]          |
| Golden Disc Awards                     | 2021                    | Curaprox Popularity Award                   | Stray Kids                | Nomination | [ 73 ]          |
| Golden Disc Awards                     | 2021                    | Disc Bonsang                                | In Life                   | Nomination | [ 74 ]          |
| Golden Disc Awards                     | 2021                    | QQ Music Popularity Award                   | Stray Kids                | Nomination | [ 75 ]          |
| Golden Disc Awards                     | 2022                    | Best Album (Bonsang)                        | Noeasy                    | Lauréat    | [ 76 ]          |
| Golden Disc Awards                     | 2022                    | Seezn Golden Disc Most Popular Artist Award | Stray Kids                | Nomination | [ 77 ]          |
| Golden Disc Awards                     | 2023                    | Best Album (Bonsang)                        | Maxident                  | Lauréat    | [ 78 ]          |
| Golden Disc Awards                     | 2023                    | Most Popular Artist                         | Stray Kids                | Lauréat    | [ 78 ]          |
| Golden Disc Awards                     | 2023                    | TikTok Golden Disc Most Popular Artist      | Stray Kids                | Nomination | ,               |
| Golden Disc Awards                     | 2024                    | Best Album (Bonsang)                        | 5-Star                    | Lauréat    | [ 81 ]          |
| Golden Disc Awards                     | 2024                    | Global K-Pop Artist Award                   | Stray Kids                | Lauréat    | [ 81 ]          |
| Hanteo Music Awards                    | 2021                    | Artist Award – Male Group                   | Stray Kids                | Lauréat    | ,               |
| Hanteo Music Awards                    | 2023                    | Artist of the Year (Bonsang)                | Stray Kids                | Lauréat    | [ 84 ]          |
| Hanteo Music Awards                    | 2023                    | Best Performance (Daesang)                  | Stray Kids                | Lauréat    | [ 85 ]          |
| Hanteo Music Awards                    | 2023                    | Global Artist Award – Japan                 | Stray Kids                | Lauréat    | [ 85 ]          |
| Hanteo Music Awards                    | 2024                    | Artist of the Year                          | Stray Kids                | En attente | [ 86 ]          |
| Japan Gold Disc Award                  | 2021                    | Best 3 New Artist (Asia)                    | Stray Kids                | Lauréat    | [ 87 ]          |
| Joox Thailand Music Awards             | 2022                    | Top Social Global Artist of the Year        | Stray Kids                | Nomination | [ 88 ]          |
| K Global Heart Dream Awards            | 2023                    | Best Artist Award                           | Stray Kids                | Lauréat    | [ 89 ]          |
| K Global Heart Dream Awards            | 2023                    | Bonsang                                     | Stray Kids                | Lauréat    | [ 89 ]          |
| K Global Heart Dream Awards            | 2023                    | 4th Generation Boy Group Award              | Stray Kids                | Lauréat    | [ 89 ]          |
| Korea First Brand Awards               | 2019                    | Male Rookie Idol Award                      | Stray Kids                | Lauréat    | [ 91 ]          |
| Korea First Brand Awards               | 2021                    | Hot Trend                                   | Stray Kids                | Lauréat    | [ 92 ]          |
| Korea First Brand Awards               | 2023                    | Best Male Idol                              | Stray Kids                | Lauréat    | [ 93 ]          |
| Korea Popular Music Awards             | 2018                    | Popularity Award                            | Stray Kids                | Nomination | [ 95 ]          |
| Korea Popular Music Awards             | 2018                    | Rookie of the Year                          | Stray Kids                | Nomination | [ 96 ]          |
| Korean Brand of the Year Awards        | 2018                    | Male Rookie Idol of the Year                | Stray Kids                | Nomination | [ 98 ]          |
| Korean Brand of the Year Awards        | 2022                    | Male Idol of the Year                       | Stray Kids                | Nomination | [ 99 ]          |
| MAMA Awards                            | 2018                    | Artist of the Year                          | Stray Kids                | Nomination | [ 100 ]         |
| MAMA Awards                            | 2018                    | Best New Male Artist                        | Stray Kids                | Lauréat    | [ 101 ]         |
| MAMA Awards                            | 2018                    | Mwave Global Fan's Choice                   | "My Pace"                 | Nomination | [ 102 ]         |
| MAMA Awards                            | 2021                    | TikTok Artist of the Year                   | Stray Kids                | Nomination | [ 103 ]         |
| MAMA Awards                            | 2021                    | Best Male Group                             | Stray Kids                | Nomination | [ 103 ]         |
| MAMA Awards                            | 2021                    | TikTok Song of the Year                     | "Thunderous"              | Nomination | [ 103 ]         |
| MAMA Awards                            | 2021                    | Best Dance Performance – Male Group         | "Thunderous"              | Nomination | [ 103 ]         |
| MAMA Awards                            | 2021                    | TikTok Favorite Moment                      | Stray Kids                | Nomination | [ 103 ]         |
| MAMA Awards                            | 2021                    | Worldwide Fans' Choice Top 10               | Stray Kids                | Lauréat    | [ 104 ]         |
| MAMA Awards                            | 2021                    | Worldwide Icon of the Year                  | Stray Kids                | Nomination | [ 104 ]         |
| MAMA Awards                            | 2022                    | Yogibo Artist of the Year                   | Stray Kids                | Nomination | [ 105 ]         |
| MAMA Awards                            | 2022                    | Best Male Group                             | Stray Kids                | Nomination | [ 105 ]         |
| MAMA Awards                            | 2022                    | Worldwide Fans' Choice Top 10               | Stray Kids                | Lauréat    | [ 106 ]         |
| MAMA Awards                            | 2022                    | Worldwide Icon of the Year                  | Stray Kids                | Nomination | [ 106 ]         |
| MAMA Awards                            | 2022                    | Yogibo Chill Artist                         | Stray Kids                | Lauréat    | [ 106 ]         |
| MAMA Awards                            | 2022                    | Most Popular Group                          | Stray Kids                | Lauréat    | [ 106 ]         |
| MAMA Awards                            | 2022                    | Yogibo Album of the Year                    | Maxident                  | Nomination | [ 105 ]         |
| MAMA Awards                            | 2022                    | Yogibo Song of the Year                     | "Maniac"                  | Nomination | [ 105 ]         |
| MAMA Awards                            | 2022                    | Best Dance Performance – Male Group         | "Maniac"                  | Nomination | [ 105 ]         |
| MAMA Awards                            | 2023                    | Artist of the Year                          | Stray Kids                | Nomination | [ 107 ] [ 108 ] |
| MAMA Awards                            | 2023                    | Best Male Group                             | Stray Kids                | Nomination | [ 107 ] [ 108 ] |
| MAMA Awards                            | 2023                    | Worldwide Icon of the Year                  | Stray Kids                | Nomination | [ 107 ] [ 108 ] |
| MAMA Awards                            | 2023                    | Worldwide Fans' Choice                      | Stray Kids                | Lauréat    | [ 107 ] [ 108 ] |
| MAMA Awards                            | 2023                    | Album of the Year                           | 5-Star                    | Nomination | [ 107 ] [ 108 ] |
| MAMA Awards                            | 2023                    | Song of the Year                            | "S-Class"                 | Nomination | [ 107 ] [ 108 ] |
| MAMA Awards                            | 2023                    | Best Dance Performance – Male Group         | "S-Class"                 | Nomination | [ 107 ] [ 108 ] |
| MAMA Awards                            | 2023                    | Best Music Video                            | "S-Class"                 | Nomination | [ 107 ] [ 108 ] |
| Melon Music Awards                     | 2018                    | Best New Male Artist                        | Stray Kids                | Nomination | [ 109 ]         |
| Melon Music Awards                     | 2023                    | Millions Top 10                             | 5-Star                    | Nomination | [ 110 ]         |
| Mnet Japan Fan's Choice Awards         | 2022                    | Artist of the Year                          | Stray Kids                | Lauréat    | [ 111 ]         |
| MTV Europe Music Awards                | 2020                    | Best Korean Act                             | Stray Kids                | Lauréat    | ,               |
| MTV Europe Music Awards                | 2023                    | Best K-Pop                                  | Stray Kids                | Nomination | [ 114 ]         |
| MTV Video Music Awards                 | 2022                    | Best K-pop                                  | "Maniac"                  | Nomination | [ 115 ]         |
| MTV Video Music Awards                 | 2023                    | Best K-pop                                  | "S-Class"                 | Lauréat    | [ 116 ]         |
| MTV Video Music Awards Japan           | 2023                    | Best Group Video – International            | "Case 143"                | Lauréat    | [ 117 ]         |
| Nickelodeon Mexico Kids' Choice Awards | 2023                    | Favorite K-Pop Group                        | Stray Kids                | Lauréat    | [ 118 ]         |
| Seoul Music Awards                     | 2019                    | Rookie of the Year                          | Stray Kids                | Lauréat    | [ 65 ]          |
| Seoul Music Awards                     | 2019                    | Popularity Award                            | Stray Kids                | Nomination | [ 119 ]         |
| Seoul Music Awards                     | 2019                    | Hallyu Special Award                        | Stray Kids                | Nomination | [ 119 ]         |
| Seoul Music Awards                     | 2020                    | Main Award                                  | Stray Kids                | Nomination | [ 120 ]         |
| Seoul Music Awards                     | 2020                    | Popularity Award                            | Stray Kids                | Nomination | [ 120 ]         |
| Seoul Music Awards                     | 2020                    | K-Wave Award                                | Stray Kids                | Nomination | [ 120 ]         |
| Seoul Music Awards                     | 2020                    | QQ Music Most Popular K-Pop Artist Award    | Stray Kids                | Nomination | [ 121 ]         |
| Seoul Music Awards                     | 2021                    | Main Award                                  | Stray Kids                | Lauréat    | [ 122 ]         |
| Seoul Music Awards                     | 2021                    | Popular Award                               | Stray Kids                | Nomination | [ 123 ]         |
| Seoul Music Awards                     | 2021                    | K-Wave Popular Award                        | Stray Kids                | Nomination | [ 123 ]         |
| Seoul Music Awards                     | 2021                    | Legend Rookie Prize                         | Stray Kids                | Nomination | [ 123 ]         |
| Seoul Music Awards                     | 2021                    | Whosfandom Award                            | Stray Kids                | Nomination | [ 124 ]         |
| Seoul Music Awards                     | 2022                    | Main Award                                  | Stray Kids                | Nomination | [ 125 ]         |
| Seoul Music Awards                     | 2022                    | Popularity Award                            | Stray Kids                | Nomination | [ 125 ]         |
| Seoul Music Awards                     | 2022                    | K-Wave Popularity Award                     | Stray Kids                | Nomination | [ 125 ]         |
| Seoul Music Awards                     | 2022                    | U+Idol Live Best Artist Award               | Stray Kids                | Nomination | [ 126 ]         |
| Seoul Music Awards                     | 2023                    | Main Award                                  | Stray Kids                | Lauréat    | [ 127 ]         |
| Seoul Music Awards                     | 2023                    | Popularity Award                            | Stray Kids                | Nomination | [ 128 ]         |
| Seoul Music Awards                     | 2023                    | K-Wave Award                                | Stray Kids                | Nomination | [ 128 ]         |
| Seoul Music Awards                     | 2024                    | Main Award                                  | Stray Kids                | Lauréat    | [ 129 ]         |
| Seoul Music Awards                     | 2024                    | Popularity Award                            | Stray Kids                | Nomination | [ 130 ]         |
| Soompi Awards                          | 2019                    | Breakout Artist                             | Stray Kids                | Nomination | [ 131 ]         |
| Soompi Awards                          | 2019                    | Rookie of the Year                          | Stray Kids                | Lauréat    | [ 132 ]         |
| Soribada Best K-Music Awards           |                         |                                             | Stray Kids                |            |                 |
| 2018                                   | New Hallyu Rookie Award | Lauréat                                     | Stray Kids                | [ 133 ]    |                 |
| 2019                                   | Rising Hot Star Award   | Lauréat                                     | Stray Kids                | [ 134 ]    |                 |
| 2020                                   | Global Hot Trend Award  | Lauréat                                     | Stray Kids                | [ 135 ]    |                 |
| Space Shower Music Awards              | 2021                    | People's Choice                             | Stray Kids                | Nomination | [ 136 ]         |
| V Live Awards                          | 2019                    | Global Artist Top 12                        | Stray Kids                | Lauréat    | [ 137 ]         |
| V Live Awards                          | 2019                    | Global Rookie Top 5                         | Stray Kids                | Lauréat    | [ 137 ]         |
| Visionary Awards                       | 2024                    | 2024 Visionary                              | Stray Kids                | Lauréat    | [ 139 ]         |

## Autres récompenses

### Asia Model Awards
| Année | Catégorie                | Travail nommé | Résultat | Réf. |
| ----- | ------------------------ | ------------- | -------- | ---- |
| 2019  | Prix de la nouvelle star | Stray Kids    | Lauréat  | ,    |

### Korean Brand of the Year Awards
| Année | Catégorie                           | Travail nommé | Résultat   | Réf.    |
| ----- | ----------------------------------- | ------------- | ---------- | ------- |
| 2018  | Idol masculine débutante de l'année | Stray Kids    | Nomination | [ 142 ] |

### Korea First Brand Awards
| Année | Catégorie                           | Travail nommé | Résultat | Réf. |
| ----- | ----------------------------------- | ------------- | -------- | ---- |
| 2019  | Prix de l'idole masculine débutante | Stray Kids    | Lauréat  | ,    |

### V Live Awards
| Année | Catégorie                    | Travail nommé | Résultat | Réf.    |
| ----- | ---------------------------- | ------------- | -------- | ------- |
| 2019  | Top 5 des débutants mondiaux | Stray Kids    | Lauréat  | [ 145 ] |

### Soompi Awards
| Année | Catégorie               | Travail nommé | Résultat   | Réf.    |
| ----- | ----------------------- | ------------- | ---------- | ------- |
| 2019  | Débutant de l'année     | Stray Kids    | Lauréat    | [ 146 ] |
| 2019  | Artiste qui sort du lot | Stray Kids    | Nomination | [ 147 ] |